# Pont Maréchal-Joffre (1905)
Pour les articles homonymes, voir pont du Maréchal Joffre.
Le pont du Maréchal Joffre ou pont Neuf ou pont Nicolas II est un ancien pont français enjambant la Loire dans la ville d'Orléans et le département du Loiret.
Initialement nommé pont Neuf, puis pont Nicolas II, il est rebaptisé pont Joffre, en l'honneur du Maréchal Joseph Joffre (1852-1931).
Le pont est construit en 1905 et détruit en 1940. Il est remplacé en 1958 par un pont à ossature mixte.

## Géographie
Ce pont était situé dans le val de Loire, en aval du pont George V.

## Histoire

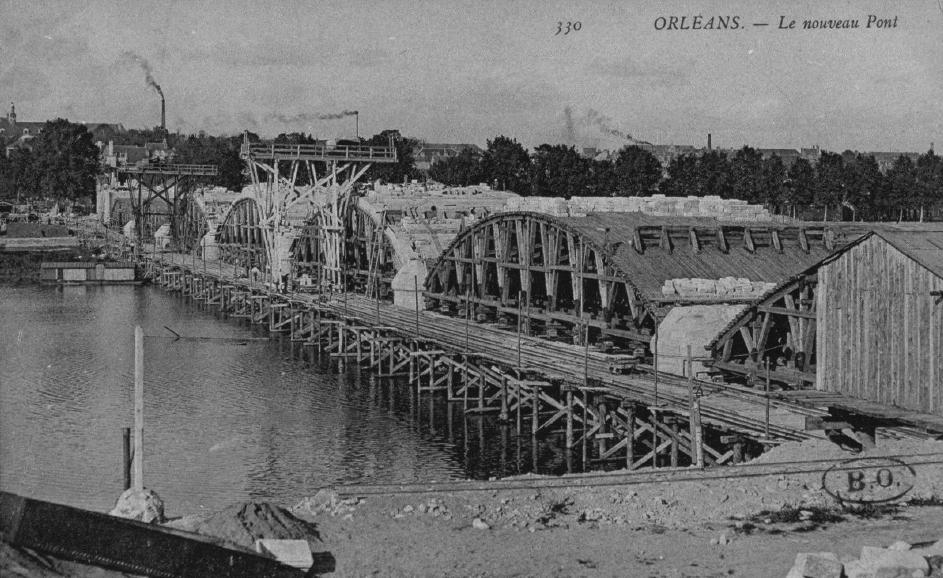
Construction du pont en 1904

L’étude d'un nouveau pont sur la Loire, prolongeant le boulevard des Princes (actuel boulevard Jean Jaurès) aménagé sous la Restauration est engagée par le conseil général du Loiret et le conseil municipal en 1893. Il a principalement vocation à assurer le franchissement des tramways de Sologne.
L'autorisation ministérielle est délivrée en 1900 et les travaux débutent en septembre 1903. Le pont est inauguré en 1905, un an avant la fin des travaux.
En 1914, le pont neuf est rebaptisé pont Nicolas II. Après la Première Guerre mondiale, il est à nouveau rebaptisé pour devenir finalement le pont Joffre.

## Description
Ce pont possédait sept arches en pierre de 43,85 m d'ouverture et 1,25 m d'épaisseur à la clef. Les tympans en briques étaient allégés par des voutelettes apparentes. Les piles étaient relativement minces (1/10e de l'ouverture). Elles étaient fondées à l'air comprimé à une profondeur variant de 4,70 m à 18,60 m sous l'étiage. C'est le premier grand ouvrage français en maçonnerie où l'on ait assuré le jeu de la dilatation par l'emploi de tirants en béton armé dans les voutelettes.
C'était pour l'époque un ouvrage remarquable par la portée de ses voûtes et leur légèreté. Cette légèreté a eu d'ailleurs un résultat imprévu. Il a suffi d'une charge d'explosifs faisant sauter la voûte centrale pour entraîner de proche en proche l'effondrement de toutes les autres voûtes et de toutes les piles.

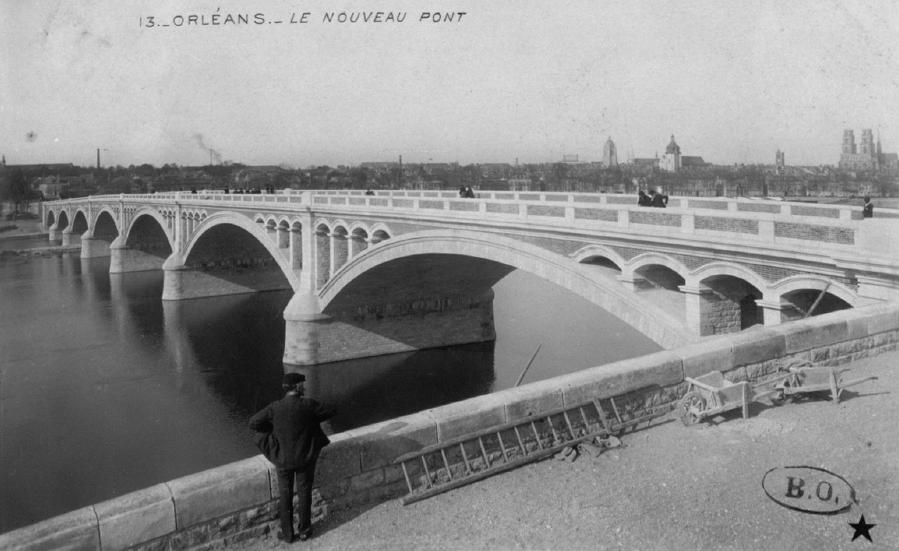
Vue à partir du quai aval, rive sud
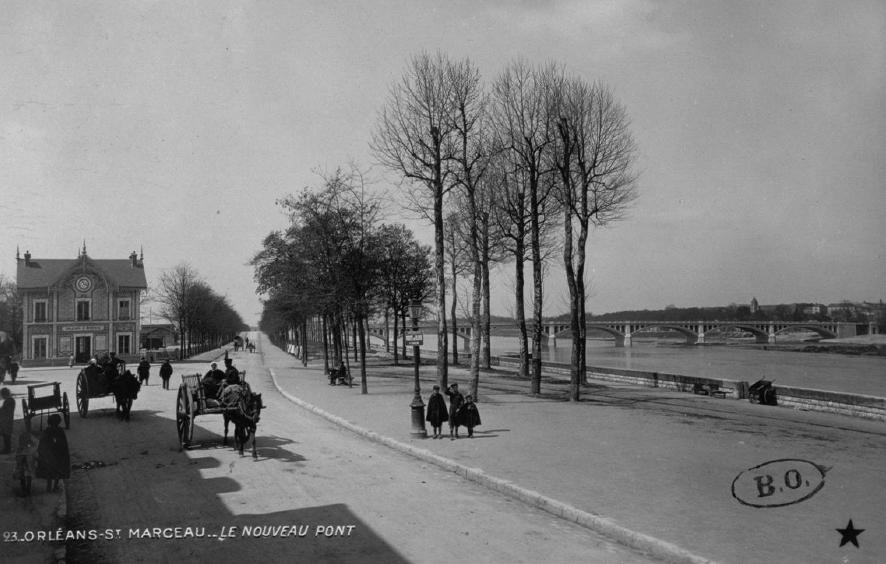
Vue du quai du quartier Saint-Marceau

## Pour approfondir